# 嵐巌笑
嵐巌笑（あらし がんしょう、文久2年10月15日（1862年12月6日） - 昭和5年（1930年）11月19日）は、上方の歌舞伎役者。本名は北村 保次郎（きたむら やすじろう）。屋号は小村屋。俳名に菊童。
京都の織物屋の子。はじめ實川郁若と名乗る。明治3年 (1870) 9月京都道場芝居で初舞台。同9年には實川延丈と改名。翌年12月四代目嵐璃寛門に入り嵐巌笑と名乗る。女形と立役を得意とし若き日の初代中村鴈治郎をしのぐ人気だった。立派な容貌で、五代目尾上菊五郎は「黙っていたらあんないい役者は東京にもいねえ」と激賞したという。後には敵役も得意とした。
晩年は悪い口跡と古風な芸が敬遠され役に恵まれなかったが、脇役として巧い演技を見せた。